# Cortina d'Ampezzo
Cortina d'Ampezzo é uma comuna italiana da região do Vêneto, província de Belluno, com cerca de 5 954 habitantes, conhecida por ser uma famosa estação de esqui. Estende-se por uma área de 254,51 km², tendo uma densidade populacional de 23 hab/km². Faz fronteira com Auronzo di Cadore, Badia (BZ), Braies (BZ), Colle Santa Lucia, Dobbiaco (BZ), Livinallongo del Col di Lana, Marebbe (BZ), San Vito di Cadore.

## Demografia
| Variação demográfica do município entre 1861 e 2011                               |
|                                                                                   |
| Fonte: Istituto Nazionale di Statistica (ISTAT) - Elaboração gráfica da Wikipedia |